# Joan Esteve de Besiers
Joan Esteve fou un trobador occità del país de Besiers de la segona meitat del segle xiii, del qual només es coneixen onze composicions.

## Biografia
Poques coses se saben d'aquest trobador que es presentà així: "Aissi comensa d'En Johan Esteve de Bezers, que hom appellava Olier de Bezers", sinó el que apareix al cançoner C (conservat a la Biblioteca Nacional de París) estudiat per Martí de Riquer. A més de tenir indicis del seu ofici d'oller, també se sap que escrigué les seues poesies entre 1270 i 1288. La seua primera composició coneguda és un plany per la mort del vescomte Amalric de Narbona el 1270. Joan Esteve acompanyà Guilhèm, senyor de Lodeva, que manava les tropes franceses de Felip l'Agosarat contra el Regne d'Aragó, el 1285. Fet aquell presoner, va compondre un sirventès al rei de França, a fi que aconseguís la llibertat de Guilhèm. Després plorà la mort d'aquest amic i protector en una altra composició molt sentida, datada del 1289.

### Edicions
Les onze composicions que s'han conservat d'Esteve foren publicades per primera vegada el 1869. Fou l'erudit besierenc Gabriel Azais qui edità un gran nombre d'obres antigues en occità, que es feu càrrec de l'edició amb el títol: Troubadours de Beziers. N'existeixen molts estudis i edicions posteriors com Le poesie del trovatore Johan Esteve, de l'escriptor i artista italià Sergio Vatteroni (1986).